# 西本頓鎮區 (密蘇里州克里斯蒂安縣)
西本頓鎮區（英語：West Benton Township）是位於美國密蘇里州克里斯蒂安縣的一個行政鎮區。

## 地方資料
西本頓鎮區的面積為38.04平方千米，當中陸地面積為37.80平方千米，而水域面積為0.24平方千米。根據2020年美國人口普查的數據，當地共有人口531人，而人口密度為每平方千米13.96人。